# Кревельд, Мартин ван
Мартин Ван Кревельд, в некоторых переводах Крефельд (нидерл. Martin van Creveld; 5 марта 1946, Нидерланды) — военный историк, профессор Иерусалимского университета, специалист по стратегическим вопросам.

## Биография
Родился в Роттердаме. В 1950 году его семья переселилась в Израиль, Кревельд вырос в Рамат-Гане.
Он закончил известную Лондонскую школу экономики и Еврейский университет в Иерусалиме, где в дальнейшем с 1971 года занимается преподавательской деятельностью.

## Научная работа
Мартин ван Кревельд — военный аналитик, историк, профессор военной истории, консультант Министерства обороны США. Он периодически печатается в различных средствах массовой информации, выступал на таких каналах как BBC, СNN.
Основными причинами возникновения войн ван Кревельд считает существование государств в нынешнем виде. «Одной из важнейших функций государства (как и у всех предыдущих форм политических организаций) было ведение войн против себе подобных. Если бы не необходимость воевать, почти наверняка было бы гораздо труднее добиться централизации власти в руках великих монархов. Если бы не потребности ведения войны, развитие бюрократической системы, налогообложения и даже системы социальных услуг в сфере образования, здравоохранения и т. п., вероятно, происходило бы гораздо медленнее. Как показывает история, создание всех этих служб так или иначе было связано с желанием правителей побудить подданных с большей охотой воевать за соответствующие государства».
Считает также, что де-юре и де-факто к концу XX в. межгосударственная война стала уходить в прошлое. Право вести войну, вместо того чтобы оставаться неотъемлемой составной частью суверенитета, было аннулировано за исключением случаев, когда оно использовалось строго в целях самообороны; и даже в тех случаях, когда государства все-таки вели войну исключительно в порядке самообороны (и именно с этой целью), им больше не позволялось извлекать выгоду за счет территориальных изменений. Так война потеряла своё основное привлекательное свойство. В то же время, если говорить о ведущих державах, с появлением ядерного оружия ставки значительно выросли; не удивительно, что уменьшилась вероятность войны, по крайней мере между этими государствами.

## Публикации
Автор 20 книг по истории и стратегии военной науки, которые были переведены на 17 языков. Три его монографии были изданы и по-русски. Самая первая печатная англоязычная книга была выпущена в 1973 году, которая называется «Стратегия Гитлера 1940—1941 годов: Балканский ключ». Эта книга послужила определённым толчком для написания остальных книг, где автор анализировал темы связанные с государством, человечеством, войной. Также к его работам относятся:
- «Обеспечение войны» (Supplying War) 1977
- «Обеспечение и тыловое снабжение военных действий от Валленштейна до Паттона» (Supplying war logistics from Wallenstein to Patton) 1980
- «Командование в войне» (Command in War) 1985
- «Технология войны» (Technology of War) 1989
- «Защищая Израиль»
- Кревельд, Мартин ван. Расцвет и упадок государства/ Мартин ван Кревельд; пер. с англ. под ред. Ю. Кузнецова и А. Макеева. — М.: ИРИСЭН, 2006. 544 с. (Серия «Политическая наука») — ISBN 5-91066-006-3
- «Трансформация войны» 2008